# Groes-faen
Groes-faen är en by i Rhondda Cynon Taf i Wales. Byn är belägen 12,2 km 
från Cardiff. Orten har 760 invånare (2016).